# Jevgenia Obraztsova

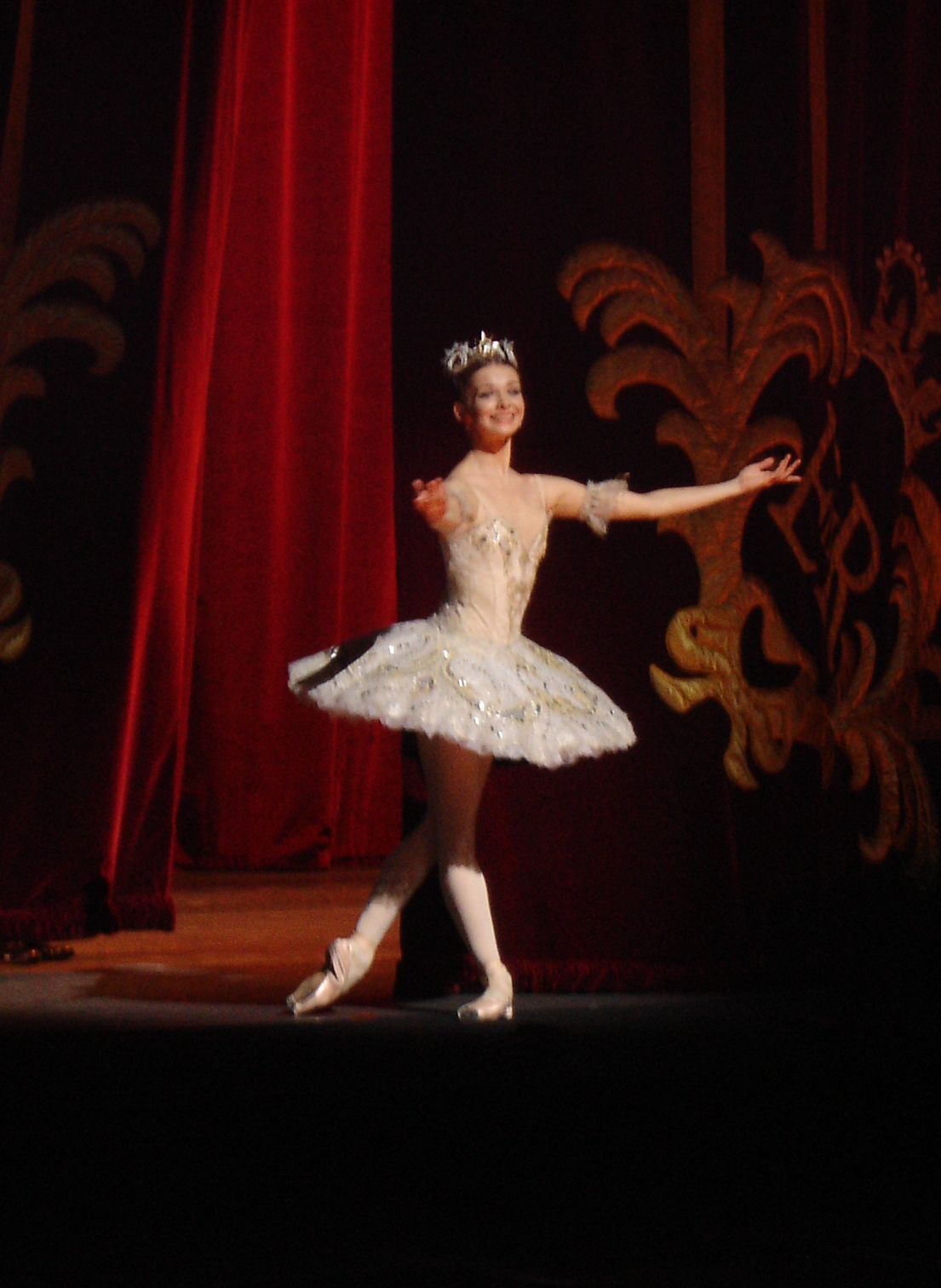
Jevgenia Obraztsova

Jevgenia Viktorovna Obraztsova (Russisch: Евгения Викторовна Образцова) (Leningrad, 18 januari 1984) is een Russische actrice die meespeelde in de Franse film: Les poupées Russes (2005). Hierin speelt ze een ballerina, Natasha.